# Eucynodontia
De Eucynodontia zijn een groep Synapsida behorend tot de Cynodontia.

## Definitie
In 1982 oordeelde Thomas Stainforth Kemp dat de Cynodontia te verdelen waren in basale vormen en meer afgeleide. Die laatste benoemde hij als de Eucynodontia, de 'Ware Cynodontia'. Hij gaf echter geen definitie.
In 2001 definieerden James Allen Hopson en James Kitching een klade Eucynodontia als de groep bestaande uit de laatste gemeenschappelijke voorouder van de Mammalia en Exaeretodon; en al zijn afstammelingen. 
Achteraf bleek de keuze voor Exaeretodon ongelukkig. Het taxon heeft geen stabiele positie in de stamboom. Daarbij heeft de definitie alleen het bedoelde bereik als de Cynognathia in traditionele zin, waartoe Exaeretodon geacht werd te behoren, monofyletisch zijn maar in sommige analyses vormen zij een opeenvolging van afsplitsingen van de hoofdstam richting Probainognathia. Een verdere complicatie is dat sommige onderzoekers Lumkuia buiten de Eucynodontia sensu Hopson & Kemp vinden maar het dier wel als een eucynodontiër geven, kennelijk uitgaande van een definitie van de Eucynodontia die weergegeven kan worden als Lumkuia + Mammalia. Andere onderzoekers gebruiken Cynognathus als het verankerende taxon.

## Evolutie
De Eucynodontia  moeten zich in het late Perm binnen de Epicynodontia hebben afgesplitst. Er zijn echter uit het laatste Perm slechts enkele botfragmenten gevonden die mogelijkerwijs van eucynodontiërs zouden kunnen zijn. In het Trias splitste de groep zich in de Cynognathia en de Probainognathia. De oudste eucynodontiër waarvan goede resten bekend zijn is Cynognathus. Beide groepen omvatten in het Trias vrij kleine soorten, zowel roofdieren als planteneters. Binnen de Probainognathia splitsen zich uiteindelijk de zoogdieren af. Die eucynodontische groep zou tijdens het Cenozoicum een grote bloei beleven. Ook de mens is een eucynodontiër.

## Kenmerken
De Eucynodontia hadden hun synapomorfieën, gedeelde nieuwe eigenschappen. Verschillende daarvan zijn geopperd, voornamelijk verband houdende met de ontwikkeling van het bijtvermogen. Het os dentale van de onderkaak ontwikkelt een krachtiger kam op het zijvlak. Het os dentale maakt een groter deel van de onderkaak uit, zodat de beennaad met het surangulare naar achteren schuift, in de richting van het kaakgewricht. Dat gewricht schuift zelf naar voren zodat het raakvlak tussen het surangulare en het squamosum er een kleiner deel van uitmaakt. De achterste beenderen van de onderkaak worden lager en vormen een staaf die naar achteren schuin omhoog steekt. De teruggebogen beenplaat van het angulare wordt kleiner. Het os spleniale is gereduceerd tot een beensplinter. De tak van het pterygoïde naar het quadratum wordt gereduceerd. De tandrij achter de hoektand van de bovenkaak breidt zich naar achteren uit, tot onder de oogkas. De tanden hebben een verlaagde kom achter het spits.
Andere gesuggereerde eucynodontische aanpassingen van het gebit behelzen de verbinding van de tanden met de kaken. In plaats van met het tandbeen te vergroeien ontwikkelen de tanden langere wortels die via kapsels flexibel met de tandkas verbonden zijn. Dat verbetert de occlusie. Het tempo van vervanging van de tanden neemt af. De maxillaire tand vóór de hoektand verdwijnt.